# Mangora melanoleuca
Mangora melanoleuca là một loài nhện trong họ Araneidae.
Loài này thuộc chi Mangora. Mangora melanoleuca được Cândido Firmino de Mello-Leitão miêu tả năm 1941.